# Grenne

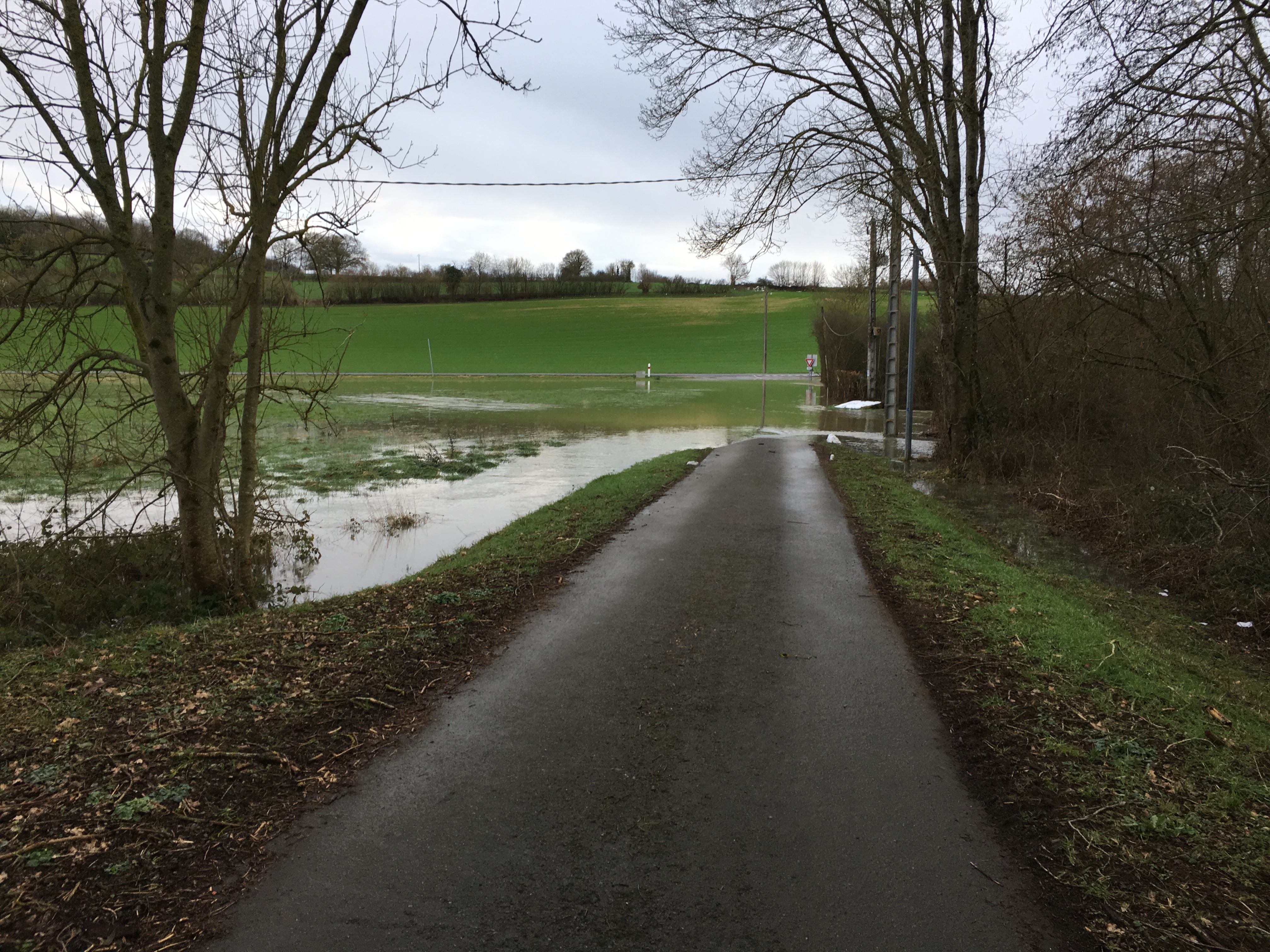
Cru de la Grenne in Sargé-sur-Braye, auf der Höhe des Ortes Beaufray, im Februar 2018

Die Grenne ist ein Fluss in Frankreich, der im Département Loir-et-Cher in der Region Centre-Val de Loire verläuft. Sie entspringt im Gemeindegebiet von La Chapelle-Vicomtesse, entwässert zunächst Richtung West, dreht dann auf Südwest und mündet nach rund 29 Kilometern am südlichen Ortsrand von Sargé-sur-Braye als linker Nebenfluss in die Braye.

## Orte am Fluss
(Reihenfolge in Fließrichtung)
- La Chapelle-Vicomtesse
- Boursay
- Choue
- Mondoubleau
- Cormenon
- Sargé-sur-Braye